# Kisei 2001
Il Kisei 2001 è stata la 25ª edizione del torneo goistico giapponese Kisei. 

## Fase finale
- W indica vittoria col bianco
- B indica vittoria col nero
- X indica la sconfitta
- +R indica che la partita si è conclusa per abbandono
- +N indica lo scarto dei punti a fine partita

### Gruppo A
| Giocatore       | C.C.  | S.A. | T.I.  | K.Y. | A.I.  | R.S.  | Risultato | Note                                        |
| --------------- | ----- | ---- | ----- | ---- | ----- | ----- | --------- | ------------------------------------------- |
| Cho Chikun      | –     | X    | W+R   | B+R  | W+4,5 | X     | 3-2       | Qualificato alla fase finale del Kisei 2002 |
| Shuzo Awaji*    | W+0,5 | –    | B+3,5 | X    | B+R   | W+1,5 | 4-1       | Qualificato alla finale degli sfidanti      |
| Toshiya Imamura | X     | X    | –     | B+R  | X     | X     | 1-4       | Retrocesso                                  |
| Kagen Yo        | X     | B+R  | X     | –    | X     | X     | 1-4       | Retrocesso                                  |
| Atsushi Ishida  | X     | X    | B+1,5 | W+R  | –     | X     | 2-3       | Qualificato alla fase finale del Kisei 2002 |
| Ryu Shikun      | W+R   | X    | W+0,5 | B+R  | W+R   | –     | 4-1       | Qualificato alla fase finale del Kisei 2002 |

* Shuzo Awaji ha vinto lo scontro diretto contro Ryu Shikun.

### Gruppo B
| Giocatore      | C.S. | Y.I. | G.M.  | S.H.  | N.H.  | C.U.  | Risultato | Note                                        |
| -------------- | ---- | ---- | ----- | ----- | ----- | ----- | --------- | ------------------------------------------- |
| Cho Sonjin*    | –    | W+R  | B+4,5 | W+4,5 | B+R   | X     | 4-1       | Qualificato alla finale degli sfidanti      |
| Yoshio Ishida  | X    | –    | W+4,5 | B+R   | W+R   | B+2,5 | 4-1       | Qualificato alla fase finale del Kisei 2002 |
| Goro Miyazawa  | X    | X    | –     | W+R   | B+1,5 | X     | 2-3       | Qualificato alla fase finale del Kisei 2002 |
| Sunao Hasegawa | X    | X    | X     | –     | X     | X     | 0-5       | Retrocesso                                  |
| Naoto Hikosaka | X    | X    | X     | B+R   | –     | W+R   | 2-3       | Retrocesso                                  |
| Cho U          | B+R  | X    | B+1,5 | W+R   | X     | –     | 3-2       | Qualificato alla fase finale del Kisei 2002 |

* Cho Sonjin ha vinto lo scontro diretto contro Yoshio Ishida.

## Finale degli sfidanti
I due vincitori dei gruppi A e B si sono sfidati il 2 novembre 2000. 